# Jacques Aymar de Roquefeuil et du Bousquet
Pour les autres membres de la famille, voir Famille de Roquefeuil Blanquefort.
Jacques-Aymar, comte de Roquefeuil et du Bousquet, né le 14 septembre 1665 au château du Bousquet à Montpeyroux et mort le 8-9 mars 1744 à bord du Superbe, est un officier de marine français issu d'une ancienne famille noble du Rouergue. Il participe successivement aux guerres de succession d'Espagne puis d'Autriche avant de préparer un projet d'invasion de la Grande Bretagne. Il termine sa carrière militaire avec le grade de lieutenant général des armées navales. 

## Famille
Jacques-Aymar est le fils cadet de Louis, baron de Roquefeuil et du Bousquet et descendant de la famille de Roquefeuil Blanquefort, ancienne famille de la noblesse du Rouergue. Son père lui lèguera le gouvernement héréditaire de la ville de Rodez dont le Roi l'investira avant 1711.
Il épouse le 4 août 1712 Jeanne Louise d'Angéres héritière de sa famille et de ses biens en Bretagne dont il a,,:
- Aymar-Joseph, vice-amiral de France
- René-Aymar, chef d'escadre

## Carrière dans la Marine du Roi
Agé de 17 ans et en partance pour Malte, Jaques-Aymar est remarqué par le marquis de Seignelay, ministre de la Marine, lors d'une inspection de jeunes gentilhommes du port de Toulon. Ce dernier, frappé par sa vivacité, lui propose de rejoindre la marine Royale ce que Jacques-Aymar s'empresse d'accepter. Il entre donc aux garde-marine à Toulon en mars 1681 avant d'être promu enseigne de vaisseau (janvier 1687). Lieutenant de vaisseau en janvier 1691, il seconde le chevalier de Saint Pol avec qui il navigue en mer du Nord. 
Au début de l'année 1703, il est promu à Dunkerque capitaine de vaisseau et prend le commandement du Ludlow capturé le 28 janvier aux Britanniques. 

### Combat des Orcades
Le 5 juin, le chevalier de Saint Pol, lève l'ancre avec son escadre composée du Milford, de l'Adroit et du Ludlow toujours sous le commandement de Jacques-Aymar. Les instructions du Roi Louis XIV indiquent, : 

« Mon intention est que vous vous appliquiez particulièrement à détruire le commerce de mes ennemis, le mal que vous pourrez leur faire étant le plus sensible qu'on le puisse et le plus capable de les porter à désirer la paix... »

Le 22 juin, au nord de l'Écosse, près des Orcades, l'escadre engage une flotte de pêche escortée par quatre vaisseaux Hollandais de cinquante canons. Le combat est d'une rare violence mais la flotte française prend le dessus: Saint Pol capture le Soleil Doré de 44 canons et ses 200 hommes, Jacques-Aymar de Roquefeuil prend à l'abordage le Wolfswinckel de 24 canons et 100 hommes. Deux autres navires sont coulés: l'Adroit et le vaisseau hollandais château d'Anvers et un dernier prit la fuite. Un nombre de 118 marins français périt dont le capitaine de Sève.
Le 30 juin, lancé à la poursuite de la flotte dispersée, Jacques-Aymar entre dans le port fortifié de Lauwick et parvient à détruire les navires ennemis venus se protéger. Le 21 juillet, il s'empare de nouveaux d'un bateau hollandais aperçu près des côtes d'Alberdeen et brule 160 bateaux de pêche dans le port de Bressay fortement protégé.

### Combat du Dogger Bank
Le 6 septembre 1705, Saint Pol reçoit l'ordre d'escorter une flotte française en provenance de Saint-Domingue. Son escadre, composée de Jacques-Aymar sur le Protée, du capitaine Descoyeux à bord du Triton, du capitaine Hennequin avec le Jersey et du capitaine François Bart avec le commandement de l'Héroïne, prend la mer le 30 octobre. Le lendemain la flotte intercepte un convoi sous la protection de trois vaisseaux. Un combat acharné s'engage. Saint Pol montant à l'abordage du Pendennis, il reçoit une balle de mousquet mortelle permettant au navire anglais de se dégager pour attaquer le Protée de Jacques-Aymar alors engagé dans la capture du Blakwall. Secouru par le Triton, Jacques Aymar réussi à retourner l'engagement en sa faveur et se rendit maître du Pendennis capturant simultanément et en trois heures deux navires anglais qui l'attaquaient sur ses deux bords. Un contemporain raconte: 

« Il n’y a pas eu sous le règne du Roi une action pareille à celle du Protée, car il est de fait qu’après avoir enlevé de bâbord un vaisseau percé pour 58 canons, il en a enlevé un autre qui est venu l’aborder de tribord, malgré tout le désordre et la confusion où se trouve un vaisseau qui vient d’en enlever un autre plus fort que lui... »

Le Mercure de France relate que « Monsieur de Roquefeuil ayant pris, après la mort de Saint Pol, le commandement des vaisseaux que ce chevalier commandait… acheva le combat victorieusement… sa Majesté lui a donné une pension de mille livres et la croix de l'Ordre de Saint Louis » dès le 10 novembre suivant. Roquefeuil avait ramené à Dunkerque les quatre vaisseaux, la frégate et les cinq corsaires de sa division, ainsi que trois vaisseaux anglais capturés et quatorze navires marchands ennemis. Duguay-Trouin raconte dans ses mémoires qu'ayant essuyé un affront du commandant d'un des navires corsaires de sa division « [il se] joigni[t] au vaisseau du Roi Le Protée qui était prêt à mettre à la voile sous le commandement de Monsieur de Roquefeuil, aimant mieux servir sous le commandement d'un homme aussi brave, que de commander à des gens sur lesquels [il] ne pouvai[t] pas compter.» Ainsi Jacques-Aymar commandait-il encore par intérim, une division basée à Brest et opérait en Manche et mer du Nord.

### Bataille du cap Béveziers
Après la mort du chevalier de Saint-Pol, l'escadre de Dunkerque passe sous le commandement du Comte de Forbin. Composée de 8 vaisseaux, la flotte reçoit l'ordre en 1707 de se rendre en Mer du Nord pour y intercepter les approvisionnements Anglais et Hollandais. Jacques-Aymar prend le commandement de la frégate de 56 canons la Dauphine.
Le 11 mai 1707, à l'ouest de Béveziers, la division attaque un important convoi anglais faisant cap vers Lisbonne et escorté par quatre vaisseaux de guerre. Lors des préparatifs, Le Prothée est désigné pour soutenir le  Mars quand la Dauphine reçoit le soutien du Griffon (50 canons) sous le commandement du chevalier de Nangis. Le combat débute par des échanges de feu qui durent plus de deux heures et demi. Puis, Jacques-Aymar, s'empare à l'abordage du puissant HMS Hampton Court  (70 canons) malgré un équipage en infériorité numérique. L'assaut dure une demi-heure au cours duquel le commandant anglais Edward Acton et une large partie des membres de son état-major périssent. Plus tard dans la bataille, Jacques-Aymar se rend également  maitre du HMS Grafton (70 canons) et de six bâtiments marchands. L'affrontement se solde par une large victoire française, avec la prise de deux des trois vaisseaux de l'escorte et de 21 des 52 navires marchands,,.
En 1713, la paix d'Utrecht réduit ses activités et marque la fin de la guerre de succession d'Espagne. Entre 1722 et 1724, il opère contre les forbans de Terre-Neuve en commandant successivement l'Eclatant, lAmazone puis lHercule.
Le 27 mars 1728, à 61 ans, Jacques Aymar est élevé au grade de chef d'escadre des armées navales, avec le commandement de la place de Brest. 

### Guerre de Succession d'Autriche
En 1740, le marquis d'Antin, vice-amiral du Ponant, confie à Jacques-Aymar le commandement de quatre vaisseaux et deux frégates pour croiser croise entre Brest et l'Espagne. Cette mission n'est que de courte durée puisqu'en novembre 1740, l'avènement de Marie-Thérèse marque le début de la Guerre de Succession d'Autriche. Ce conflit nécessite l'envoi de troupes dans les Antilles. Jacques-Aymar part donc le 23 novembre pour Saint-Domingue où il arrive le 8 janvier 1741 et y reste à la tête de six vaisseaux jusqu'à la fin du printemps. On pense qu'il fut alors gouverneur par intérim de cette île[réf. nécessaire]. 
Le 1er mai 1741, il est promu lieutenant général des armées navales, à 74 ans, et reçoit le commandement de l'escadre de Brest dont la seconde division est commandée par le chef d'escadre, Monsieur de Camilly. Il croise alors en Atlantique, observant le conflit anglo-espagnol en Amérique. Jacques-Aymar de Roquefeuil est qualifié dans la matricule «d'officier de grande réputation ayant pris à l'ennemi 14 vaisseaux dont 3 à l'abordage». 

### Projet d'invasion de la Grande Bretagne et mort
Début 1744, malgré son âge, Jacques-Aymar est choisi par Louis XV pour commander l'escadre de 19 bâtiments de ligne, vaisseaux et frégates, outre quatre auxiliaires qui devait couvrir le retour en Grande-Bretagne du prétendant Charles Édouard Stuart. Ces navires devaient escorter le corps expéditionnaire du futur Maréchal de Saxe composé de 15 000 hommes. 
Jacques-Aymar peut s'appoyer surmarins renom soulignant la délicate et périeuse tache qui lui est confiée :  
- Sur le Superbe et sous son commandement, le chevalier de Nesmond, futur chef d'escadre,
- Sur le Neptune, le chevalier de Camilly, chef d'escadre et futur vice-amiral du Levant,
- Sur le Lys, le marquis d'Espinay, capitaine de vaisseau et futur lieutenant général des armées navales,
- Sur le Fleuron, le comte des Nos, capitaine de vaisseau, futur chef d'escadre,
- Sur la Gloire, le marquis de la Galissionère, capitaine de vaisseau et futur lieutenant général des armées navales,
- Sur le Dauphin-Royal, Jean-André Barrailh, chef d'escadre et futur vice-amiral du Levant commandant également le Mars, le Content et l'Argonaute.

Parti de Brest le 6 février 1744 et accompagné des chefs d'escadre Camilly et Barrailh, (futurs vice-amiraux de France), il croise en Manche, malgré de mauvais vents, jusqu'au 29 février ou il est contraint de mouiller à Calais pour éviter une très escadre britannique. Il poursuit le contrôle de la Manche « d'où il protège efficacement les armements considérables effectués à Dunkerque », lorsqu'il meurt subitement sur son vaisseau amiral Le Superbe, dans la nuit du 8 au 9 mars 1744. Son premier chef d'escadre, le chevalier de Camilly, qui avait sa marque sur Le Neptune, prend le commandement général et, terminant la mission en cours ne rentre à Brest que le 19 mars suivant sans que les troupes du comte de Saxe ne puisse débarquer. Lors de l'organisation de l'expédition, le Roi lui aurait promis à son retour le bâton de Maréchal de France avec, sans doute l'une des deux vice-amirautés de France devenue justement vacante et qui le demeure jusqu'en 1750. Il avait toutefois les «rang et fonction de Contre-amiral de France» chef d'armée navale en lieu et place du vice-amiral du Ponant (ordonnances royales de 1668 et 1669). 

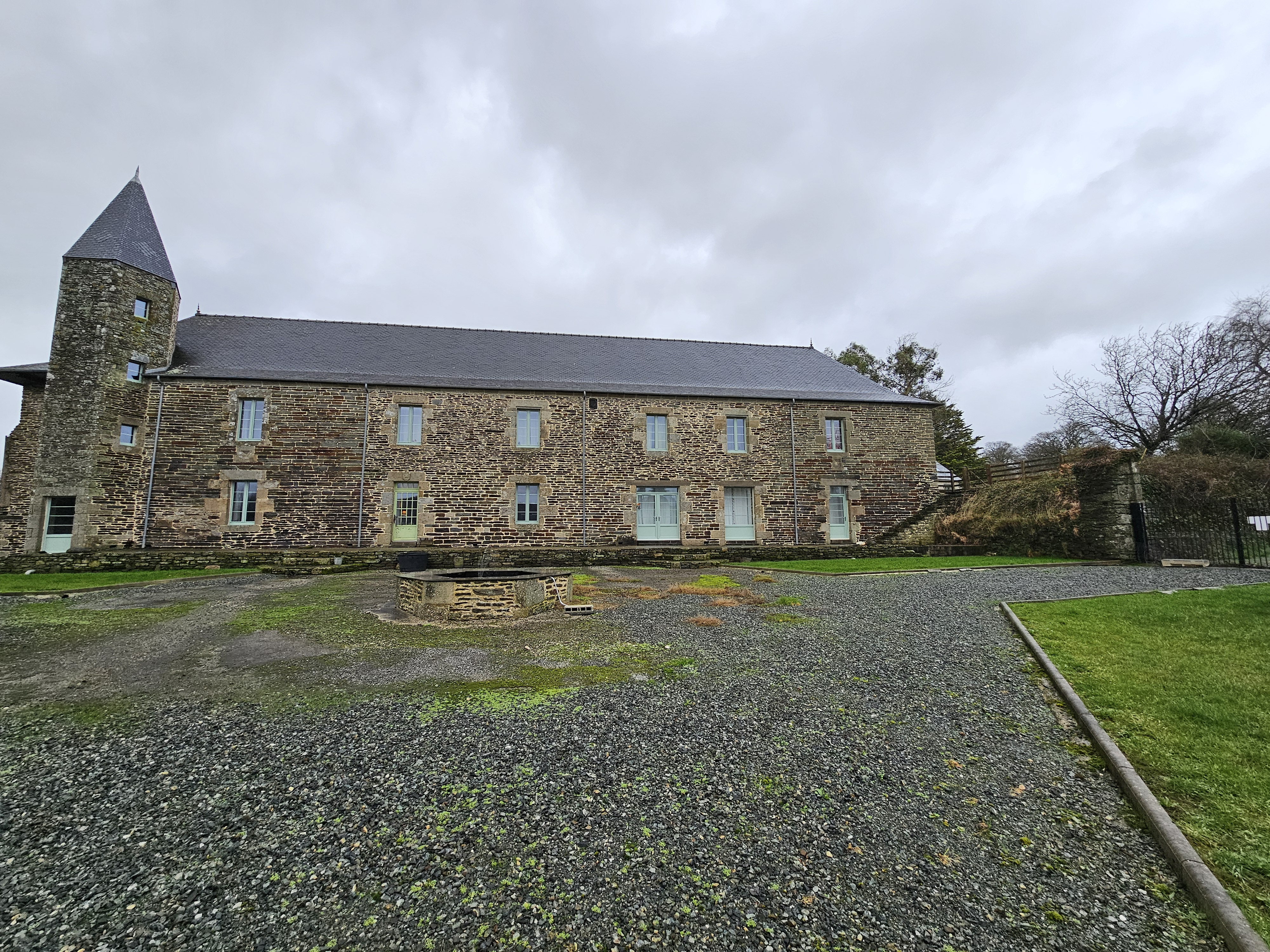
Château de Kerlouët

À sa mort, Jacques-Aymar de Roquefeuil avait 78 ans. Son cœur a été déposé en l'église de Pleven, la paroisse de son château de Kerlouët, dans le diocèse de Quimper. En son honneur, le Roi avait donné à sa famille des canons, conservés depuis lors dans sa propriété de Kerlouët.

## Postérité
Jacques Aymar de Roquefeuil est connu, dans la Marine de son temps, pour son intrépidité et son endurance au combat ainsi que pour son intransigeance en matière de règlements. À la fin de sa carrière, les usages internationaux avaient bien évolué, et notamment les prescriptions du règlement de 1665 sur les saluts. Le salut qui se faisait en amenant ou en pliant le pavillon avait été presque généralement abandonné par les navires de guerre, qui se bornaient au salut du canon et de la voix. Jacques Aymar de Roquefeuil, rigoureux observateur du règlement de 1665, exigeait constamment l'abaissement du pavillon. Il est l'un des derniers officiers, peut-être même le dernier, à ne pas transiger sur ce point.[réf. nécessaire]